# Platycerium

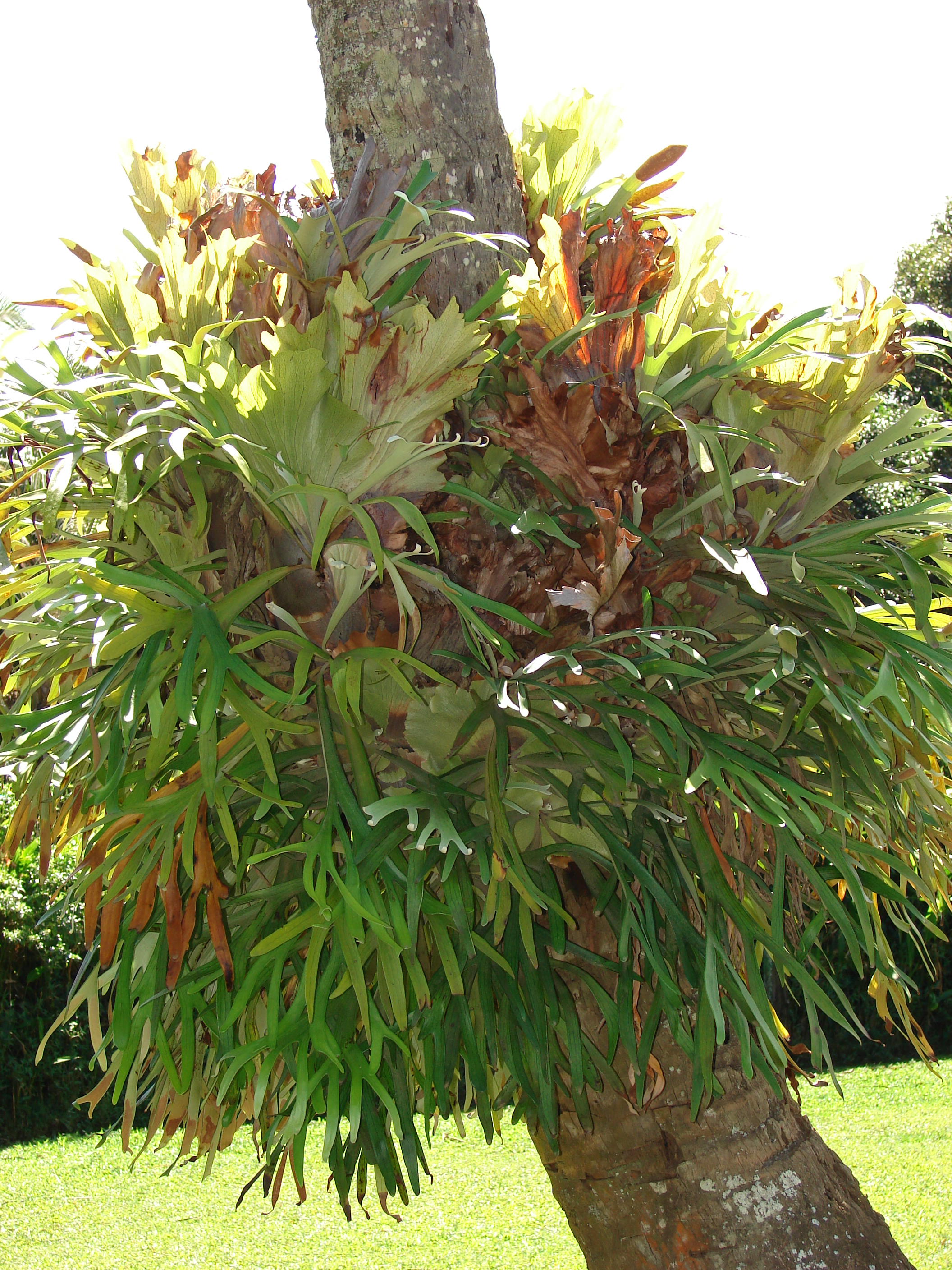
Зарості платицеріума на дереві

Платицеріум (Platycerium) — рід епіфітних папоротей родини багатоніжкові (Polypodiaceae). За дивну форму листя у Європі рослина отримала назву «оленячі роги».

## Види
Близько 17 видів платицеріуму росте у тропіках Старого Світу.
- Platycerium andinum
- Platycerium alcicorne
- Platycerium bifurcatum
- Platycerium coronarium
- Platycerium elephantotis
- Platycerium ellisii
- Platycerium grande
- Platycerium hillii
- Platycerium holttumii
- Platycerium madagascariense
- Platycerium quadridichotomum
- Platycerium ridleyi
- Platycerium stemaria
- Platycerium superbum
- Platycerium veitchii
- Platycerium wallichii
- Platycerium wandae
- Platycerium wilhelminae-reginae
- Platycerium willinkii

## Практичне використання
Вирощується як декоративна рослина у тропіках та оранжереях. Переважно представлений видом Platycerium bifurcatum, який може рости не лише епіфітно, але й у горщику.